# Лос Риос (провинция)
Лос Риос (на испански: Los Ríos) е една от 24-те провинции на южноамериканската държава Еквадор. Разположена е в западноцентралната част на страната. Общата площ на провинцията е 7150,90 км², а населението е 910 800 жители (по изчисления за 2019 г.). Провинцията е разделена на 12 кантона, някои от тях са:
1. Баба
2. Буена Фе
3. Валенсия
4. Монталво